# بحر مشاکل
بحرِ مُشاکِل در اصطلاح عروضی، به بحر شعری مختلف‌الارکان از ترکیب و تکرار سه رکن «فاعِلاتُن/ مَفاعیلُن/ مفاعیلن» یا زحافات آنها تشکیل شده‌است. مشاکل در لغت به معنی همانند و هم‌شکل و این بحر عکس بحر قریب است. آنرا «بحر اخیر» نیز گفته‌اند. (فاعلاتن/ مفاعیلن/ مفاعیلن: سبب خفیف، وتد مقرون، سبب خفیف/ وتد مقرون، دو سبب خفیف/ وتد مقرون، دو سبب خفیف «°|°°|°|/ °°|°|°|/ °°|°|°| – ᴗ – –/ ᴗ – – –/ ᴗ – – –»)
از بحرهای مختص زبان فارسی است اما شکل سالم آن چندان متداول نیست. وزن سالمِ کامل آن:
فاعلاتن مفاعیلن مفاعیلن (- ل - -/ ل - - -/ ل - - -): بحر مشاکل مسدس سالم
وزن پرکاربرد آن:
- فاعلاتُ مفاعیلُ فعولن: بحر مشاکل مسدس مکفوف محذوف

ای نگار سیه چشم سیه موی / سرو قدّ نکو روی نکو گوی (المعجم)

## زحافات
زحافات (تغییرات) مشهور بحر مشاکل از فاعلاتن: (کفّ) و از مفاعیلن: (کَفّ - حذف) و است.
از فاعلاتن:
1. فاعلاتُ: مکفوف

از مفاعیلن:
1. مفاعیلُ: مکفوف
2. فعولن: حذف

## اوزان
اوزان پرکاربرد بحر مشاکل:
- فاعلاتن مفاعیلن مفاعیلن: بحر مشاکل مسدس سالم
- فاعلاتن مفاعیلن فعولن: بحر مشاکل مسدس محذوف
- فاعلاتن فعولن: بحر مشاکل مربع محذوف
- فاعلاتُ مفاعیلُ فعولن: بحر مشاکل مسدس مکفوف محذوف*
- فاعلاتُ مفاعیلُ فاعلاتُ فعولن: بحر مشاکل مثمن مکفوف محذوف [الآخر]
- فاعلاتُ فعولن| فاعلاتُ فعولن: بحر مشاکل مثمن مکفوف محذوف
- فاعلاتُ فعولن: بحر مشاکل مربع مکفوف محذوف